# Ácido siríngico

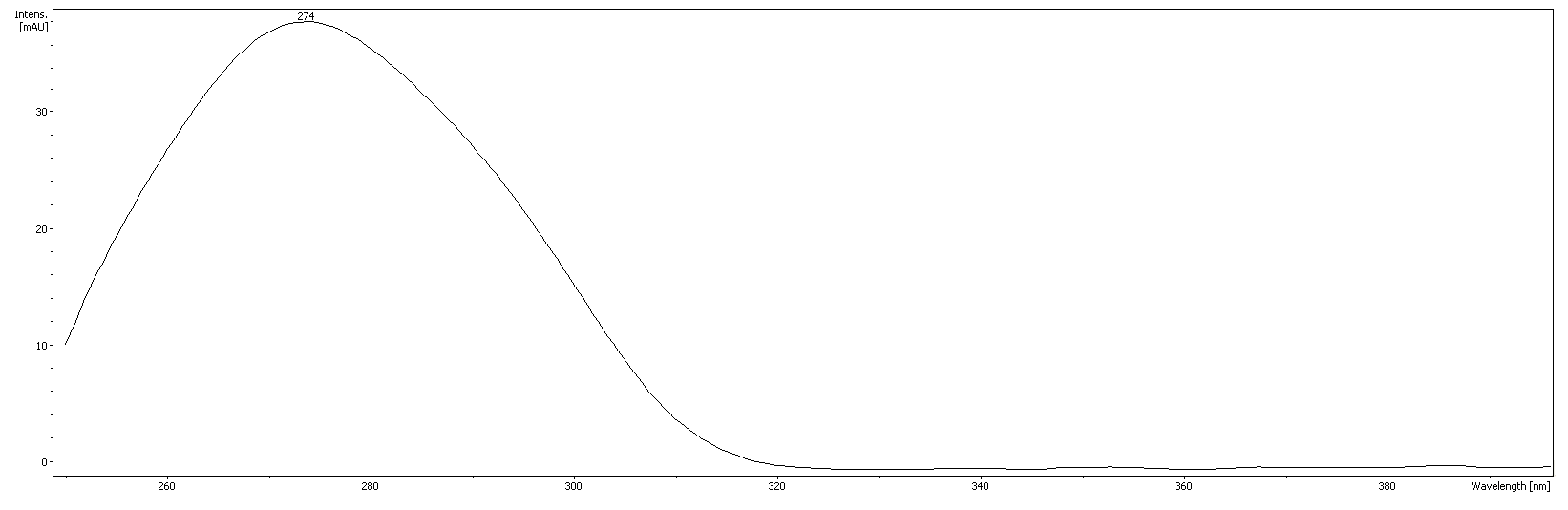
Espectro del UV visible del ácido siríngico.

El ácido siríngico es una forma natural del ácido trihidroxibenzoico O-metilado, un tipo de compuesto químico.

## En la Naturaleza
El ácido siríngico se puede encontrar en Ardisia elliptica.

## Síntesis
El ácido siríngico se puede preparar por hidrólisis selectiva del trimetil ácido gálico (ácido 3,4,5-trimethyloxybenzoic) con 20% ácido sulfúrico.

### Presencia en los alimentos
El ácido siríngico se puede encontrar en la "Palma azaí" (Euterpe oleracea) y en su aceite (1,073 ± 62 mg/kg).
También está presente en el vino. Su presencia en la antigua bebida egipcia Shedeh podría confirmar que se hizo de uva, ya que el ácido siríngico es liberado por la descomposición del compuesto malvidina. También se encuentra en el vino tinto y en el vinagre.

## Aplicaciones
El ácido siríngico puede ser enzimáticamente polimerizados. Las enzimas Lacassa y peroxidasa inducen la polimerización de ácido siríngico para dar un poli (óxido de 1,4-fenileno) con un grupo de ácido carboxílico en un extremo y un grupo hidroxil fenólico en el otro.